# 家酿计算机俱乐部

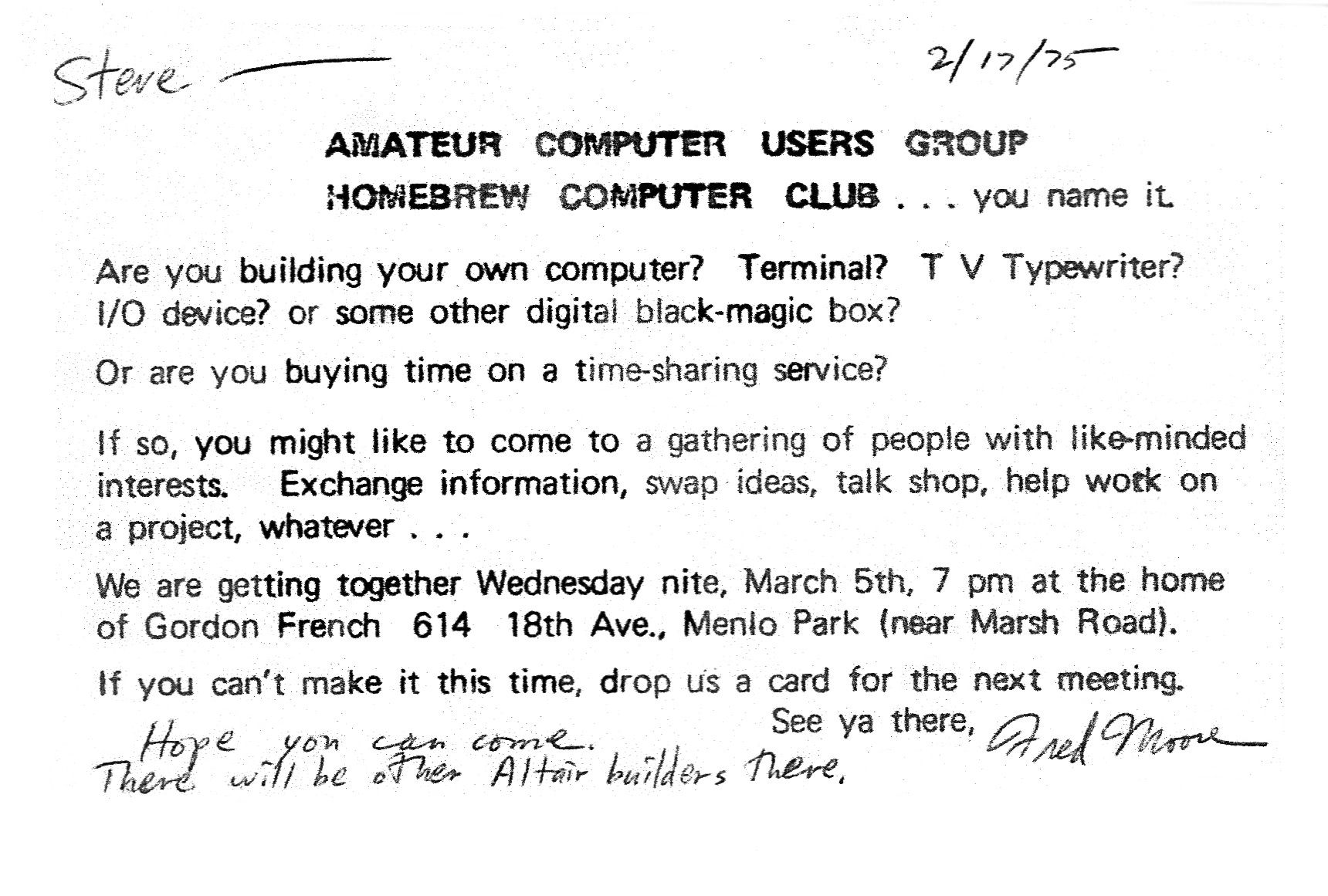
俱乐部首次聚会的邀请传单

家酿计算机俱乐部（英語：Homebrew Computer Club），又译“自制电脑俱乐部”，全称“湾区业余计算机用户组——家酿计算机俱乐部”，是一个组建于美国加利福尼亚州门洛帕克的早期计算机业余爱好者团体，由弗莱德·摩尔与戈登·弗伦奇于1975年发起，并最终于1986年结束。其被认为影响和推动了1970年代的个人电脑革命，同时也是许多硅谷的微型计算机公司的发源地。在当时，计算机主要仍是专供政府、企业、大学或其它类似机构使用的昂贵而庞大的设备，个人电脑的概念刚刚随着有企业开始推出如冰箱般大小的小型机诞生，且仍在计算机行业内被广泛视为一个荒谬的想法。而与此同时，随着技术的发展和1960年代反文化运动的影响，开始有越来越多民间的电子爱好者和黑客开始关注个人电脑的发展，他们渴望能在家中拥有一台属于自己的计算机，也因此会购买电子套件自行组装计算机。家酿计算机俱乐部便是在如此背景下诞生的，其旨在维持一个定期、开放的论坛，以此聚集一群志同道合的计算机爱好者，互相交流学习硬件知识和分享电子技术。
家酿的首次聚会举行于1975年3月，地点是戈登·弗伦奇家中的车库。这次聚会吸引了32位与会者，交流的主题是MITS公司推出的Altair 8800。在几次聚会之后，家酿的聚会地点就开始被固定在斯坦福直线加速器中心。而在第一次聚会后，家酿就开始出版俱乐部通信刊，并免费发行。家酿的规模增长迅速，仅六个月后，其聚会的出席人数就达到接近于100人，在顶峰时期，家酿的每次聚会都能吸引超过400位与会者，最盛大的一次会议的与会者达到750人，但并非所有与会者都拥有计算机，大多数成员都只是业余爱好者，但都有电子工程或程序设计背景。一些核心俱乐部成员也会在正式的定期聚会之外前往一间名为Oasis的酒吧进行非正式的交流聚会。
家酿对所有人开放，其不设正式的会员制，也不对与会者收费。同时，家酿也从未有过任何正式的领导人，只设有一个会议司仪的位置，会议上也从未设有实际的成员等级，只是有部分成员拥有比其他成员更大的话语权和影响力。聚会通常分为三个环节，分别是让与会者讲述自己感兴趣的内容、演示某位成员的最新发明和让与会者在会场内自由活动，相互交谈。而俱乐部通讯的内容则通常聚焦于爱好者们当前所关注的问题与在聚会上发生的事情。共享精神是家酿的核心精神，成员会将他们在编程与电子方面的诀窍和心得提供给所有人，一些由成员提供的有用的电路图会被刊登于俱乐部通信刊。成员也会接收回答来自俱乐部外的问题，这些问题也会被印在俱乐部通讯刊中。成员间还会相互分享电子零件、软件和代码。但共享软件中盗版软件的行为也遭到来自俱乐部外的谴责，微软的联合创始人比尔·盖茨在1976年就俱乐部成员盗版了微软为Altair 8800编写的BASIC解释器一事而向俱乐部发出一封《致爱好者的公开信》，信中抨击了爱好者们认为软件就应免费分享的观念，成为一个知名事件。
许多俱乐部的成员都在日后投身于硅谷的创业潮，至少有23家企业发源于家酿，这些从俱乐部出身的创业者包括有苹果公司的两位创始人史蒂夫·沃兹尼亚克和史蒂夫·乔布斯、创办了Cromemco公司的哈里·加兰与哈罗杰·梅伦、创办了Byte Shop的保罗·特雷尔、和创办了奥斯本电脑公司的亚当·奥斯本等人。除了这些创业者之外，也另有许多俱乐部成员在日后成为计算机行业内的知名人士，包括知名电话飞客约翰·德雷珀、设计了编程语言WSFN的华人王理瑱、术语超文本与超媒体的创造者泰德·尼尔森、以及主导了Fairchild Channel F的开发的杰里·劳森等人。

## 图集

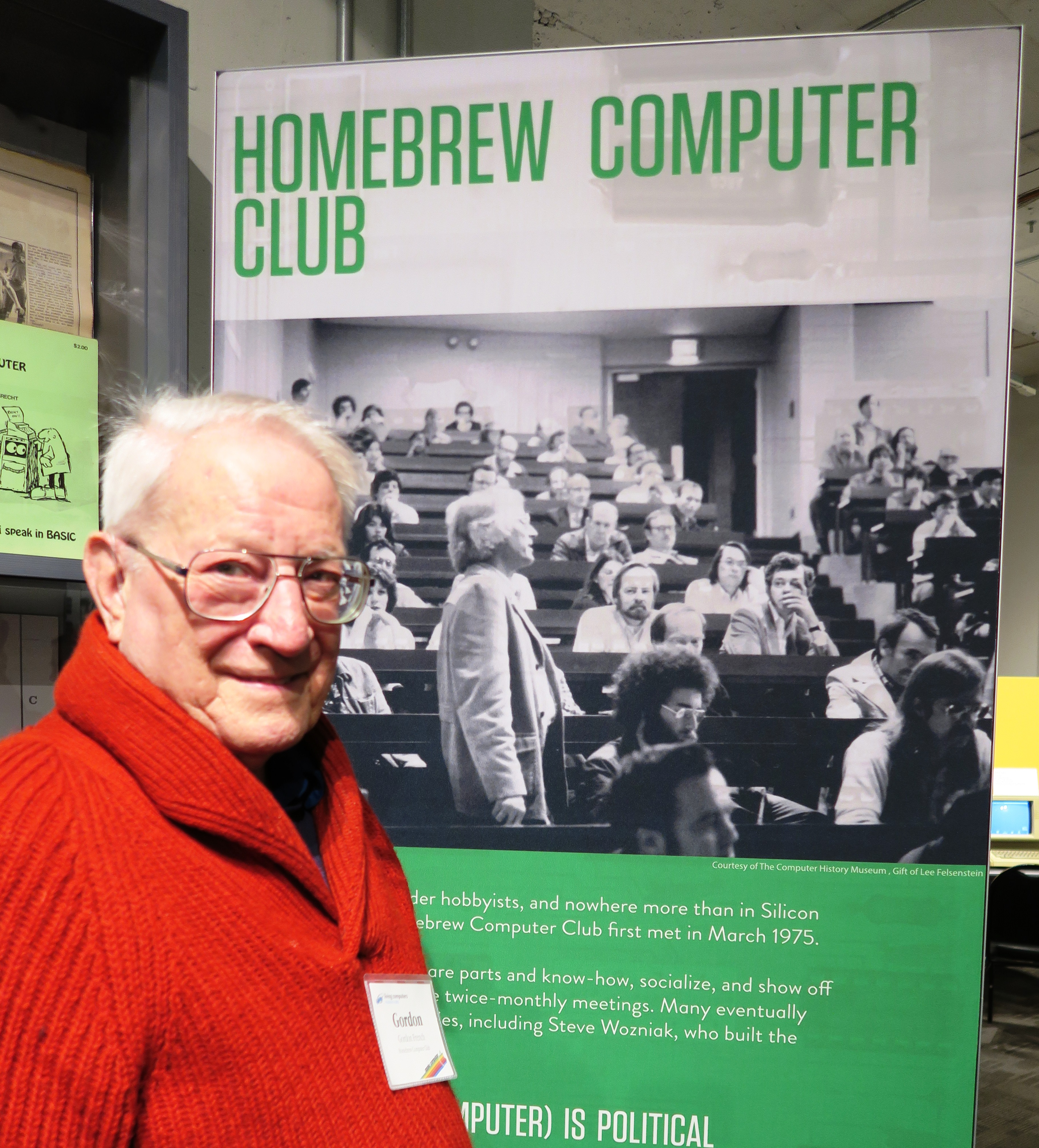
俱乐部联合创始人戈登·弗伦奇，站在俱乐部聚会留下的照片前
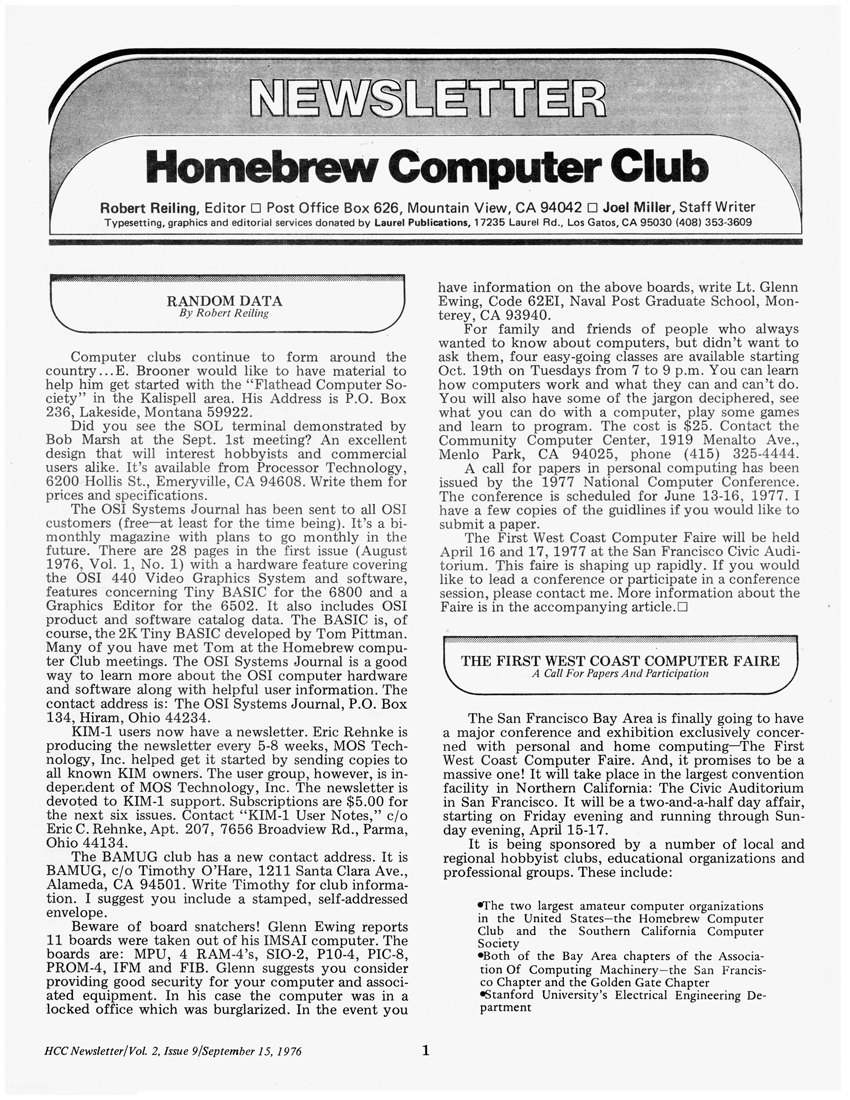
俱乐部通讯刊，1976年9月刊
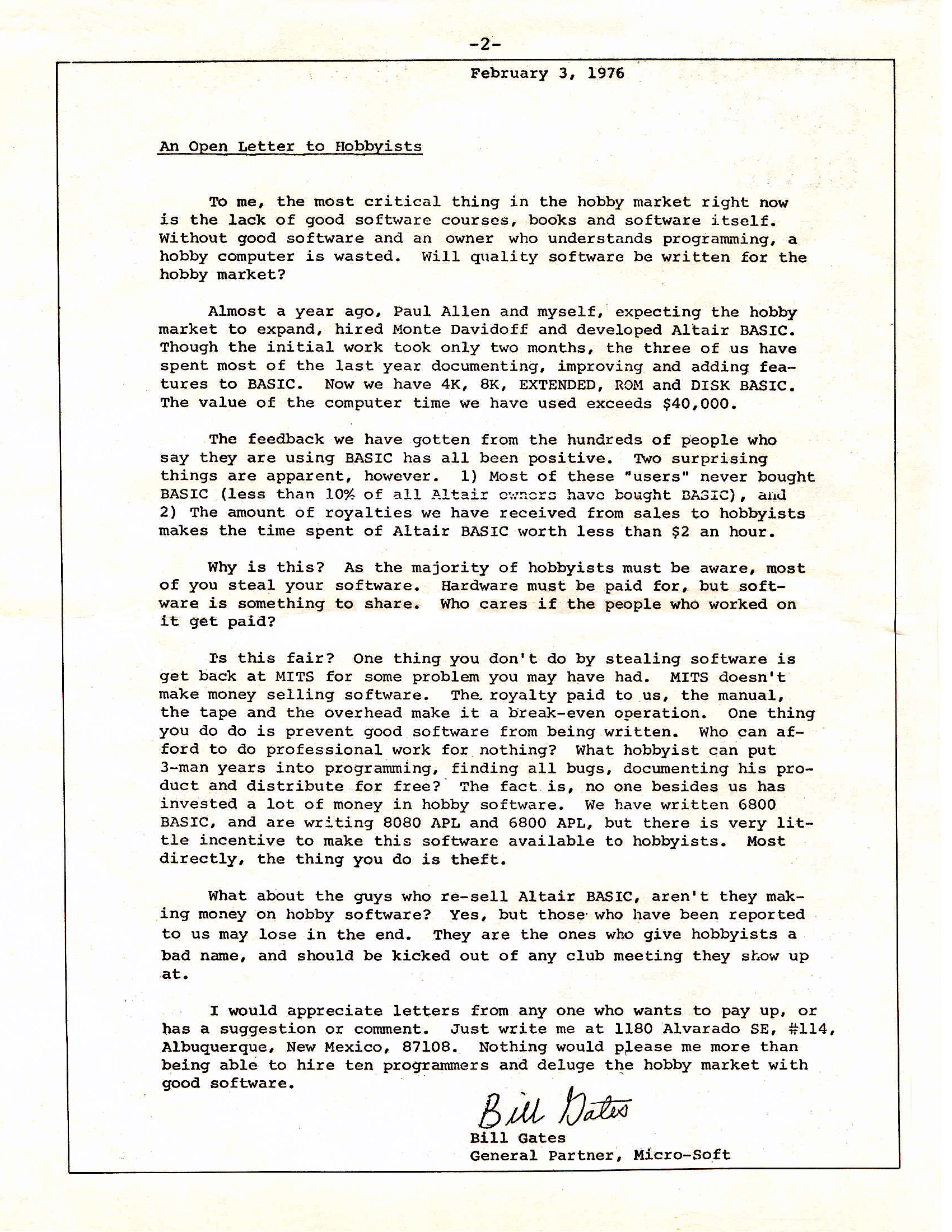
《致爱好者的公开信》，刊登于1976年1月的俱乐部通讯刊
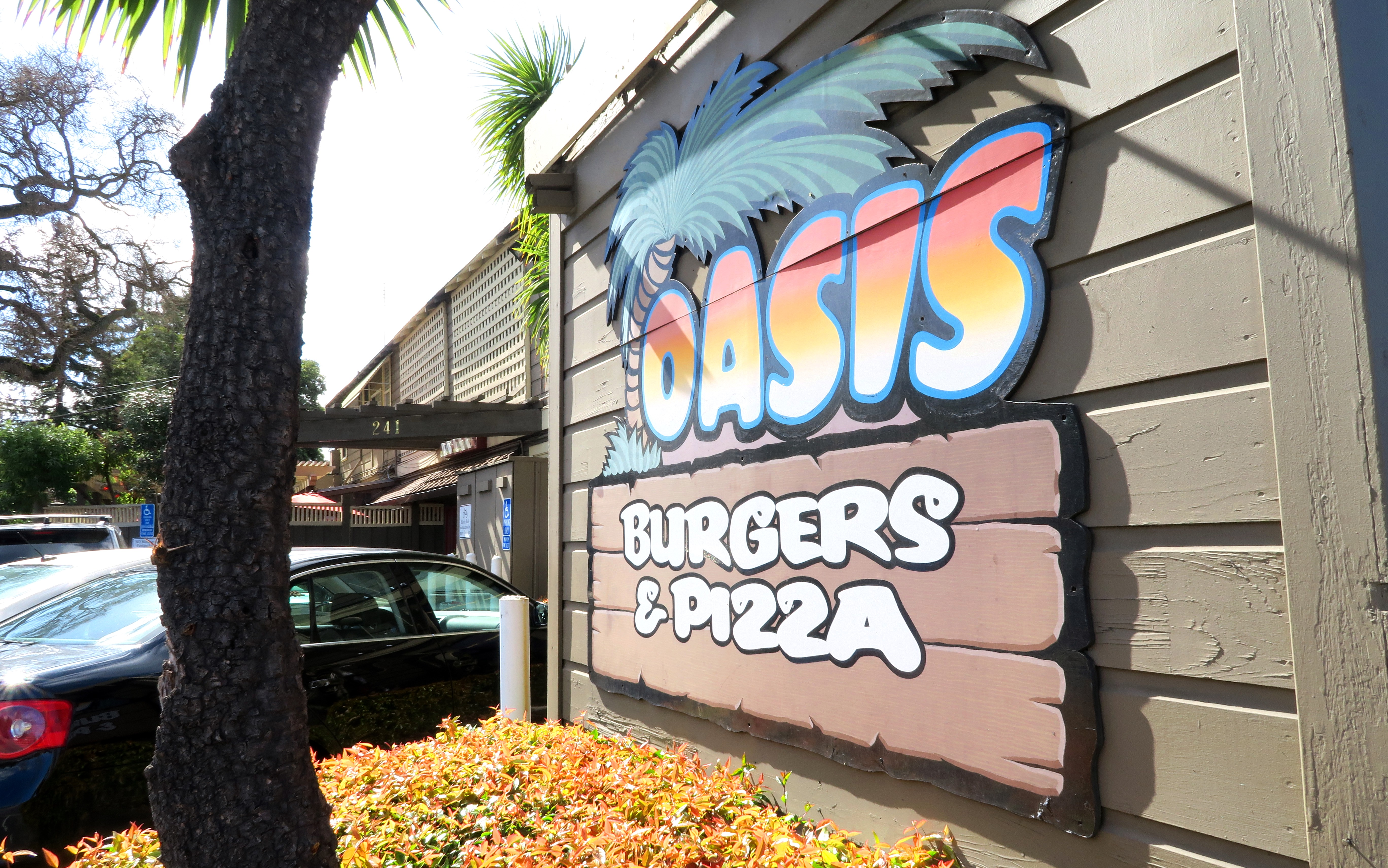
俱乐部成员非正式聚会的举办地点，现已结业的Oasis酒吧
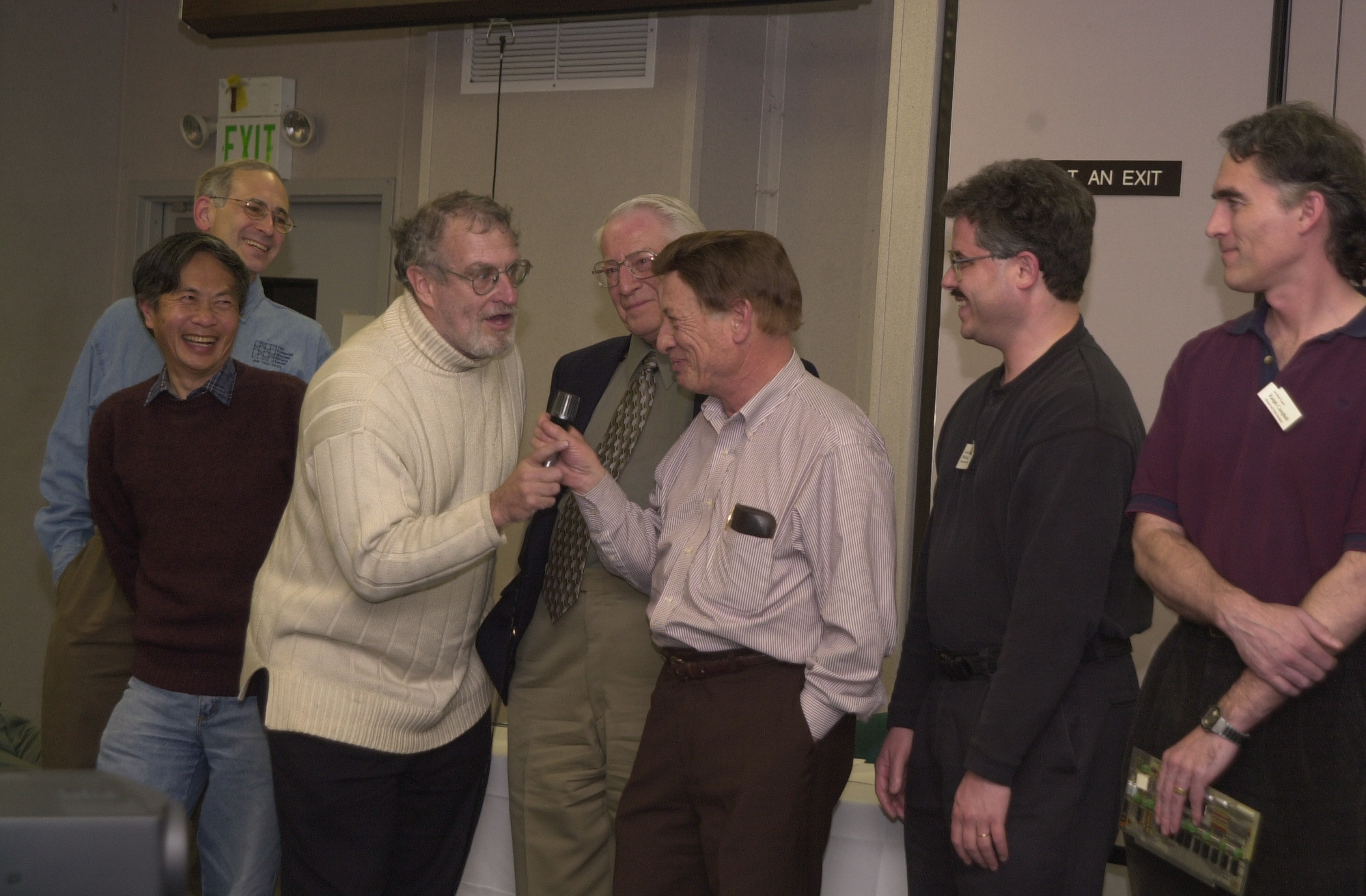
俱乐部始创成员在2001年的重聚
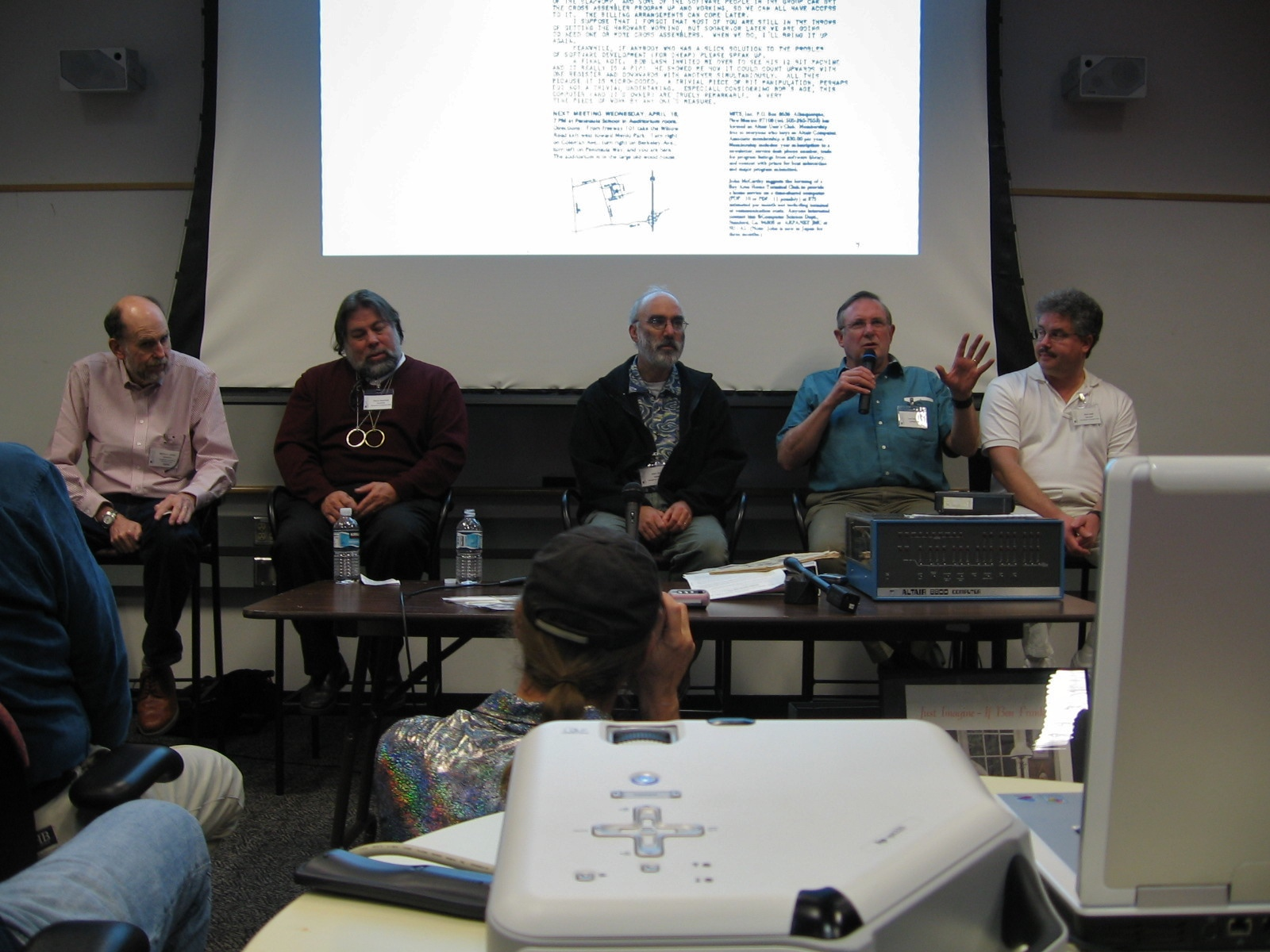
在2005年于计算机历史博物馆举行的的家酿30周年纪念活动
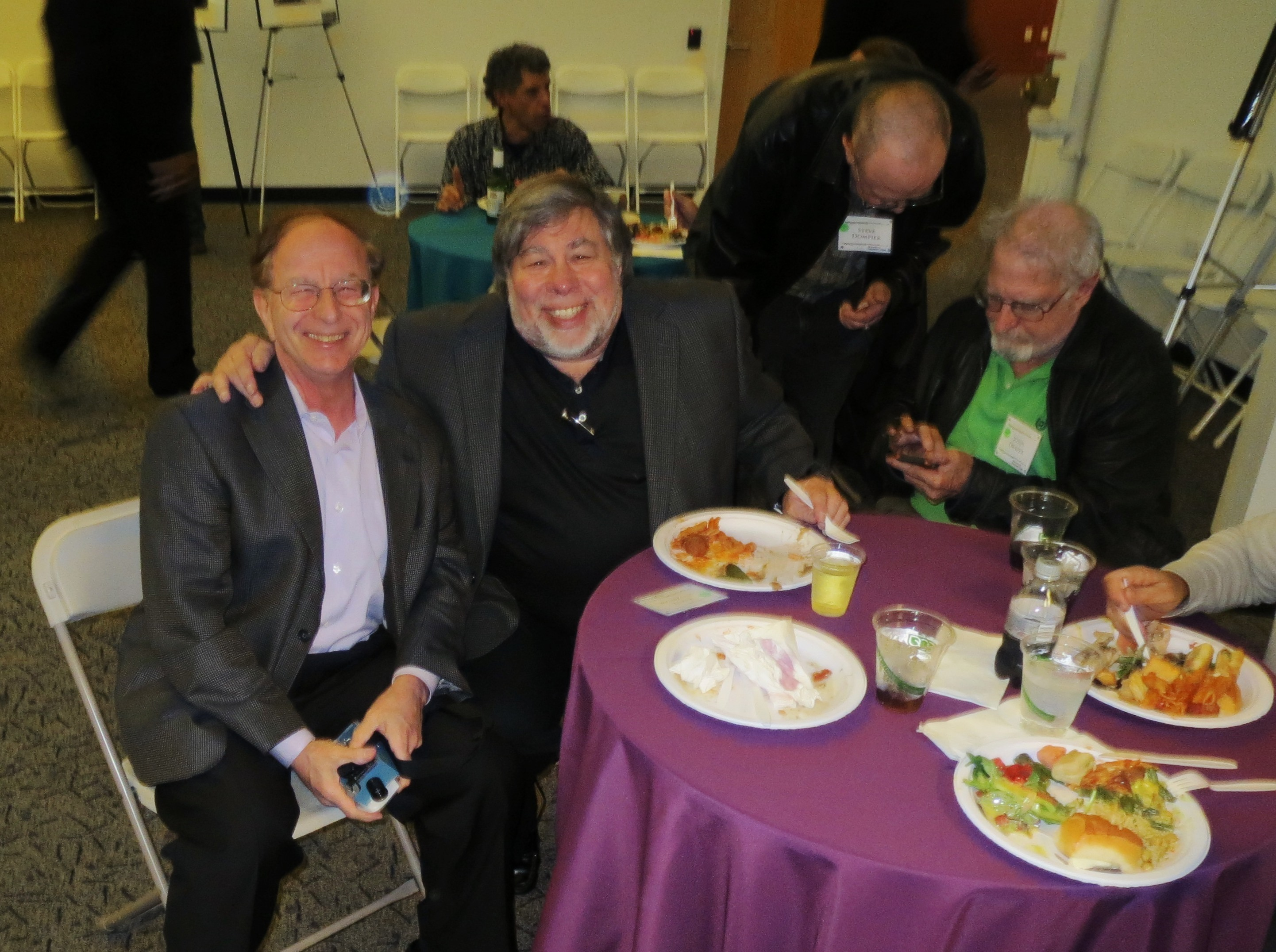
由计算机历史博物馆在2013年为俱乐部成员策划的重聚

## 引用
1. 1 2 3  Markoff, John. . 由黄, 园园翻译. 电子工业出版社. 2015: 332–353 [2005]. ISBN 978-7-121-26282-1.
2. 1 2 3 4  Levy, Steven.  . 由赵, 俐; 刁, 海鹏; 田, 俊静翻译. 机械工业出版社. 2011. 第10章 家酿计算机俱乐部 [2010]. ISBN 978-7-111-35840-4.
3. ↑  Lash, Bob. . bambi.net. 2016-03-28  [2024-07-15]. （原始内容存档于2017-07-07） （英语）.
4. 1 2  McCracken, Harry. . Time. 2013-11-12  [2024-07-15]. ISSN 0040-781X. （原始内容存档于2024-08-09） （美国英语）.
5. ↑  Freiberger, Paul; Swaine, Michael.  . 由陈, 少芸; 刁, 海鹏; 田, 俊静翻译. 人民邮电出版社. 2019. 第4章 家酿计算机俱乐部 [2014]. ISBN 978-7-115-51682-4.
6. 1 2 3  Isaacson, Walter.  . 由关, 嘉伟; 牛, 小婧翻译. 中信出版集团. 2017: 330–371 [2014]. ISBN 978-7-5086-7164-2.
7. ↑  . www.computerhistory.org.   [2024-07-15].
8. 1 2  Petrick, Elizabeth. . IEEE Annals of the History of Computing. 2017-10, 39 (4)  [2024-07-15]. ISSN 1058-6180. doi:10.1109/MAHC.2018.1221045. （原始内容存档于2024-04-15）.
9. ↑  Farivar, Cyrus. . Ars Technica. 2018-02-24  [2024-07-15]. （原始内容存档于2024-08-07） （美国英语）.
10. ↑  Momméja, Julie. . Internet Histories. 2021-04-03, 5 (2)  [2024-07-15]. ISSN 2470-1475. doi:10.1080/24701475.2021.1917903. （原始内容存档于2024-07-15） （英语）.
11. ↑  . CNET.   [2024-07-15]. （原始内容存档于2024-08-11） （英语）.
12. ↑  Webster, Andrew. . The Verge. 2013-10-12  [2024-07-16]. （原始内容存档于2024-07-16） （英语）.
13. ↑  Edwards, Benj. . VC&G. 2009-02-04  [2024-07-15]. （原始内容存档于2023-01-25） （英语）.